# Janina Kasprzakowa
Janina Józefa Kasprzakowa z domu Skrzypczak (ur. 7 sierpnia 1920 w Warce, zm. 28 maja 1999) – polska historyczka, badaczka dziejów ruchu robotniczego. 

## Życiorys

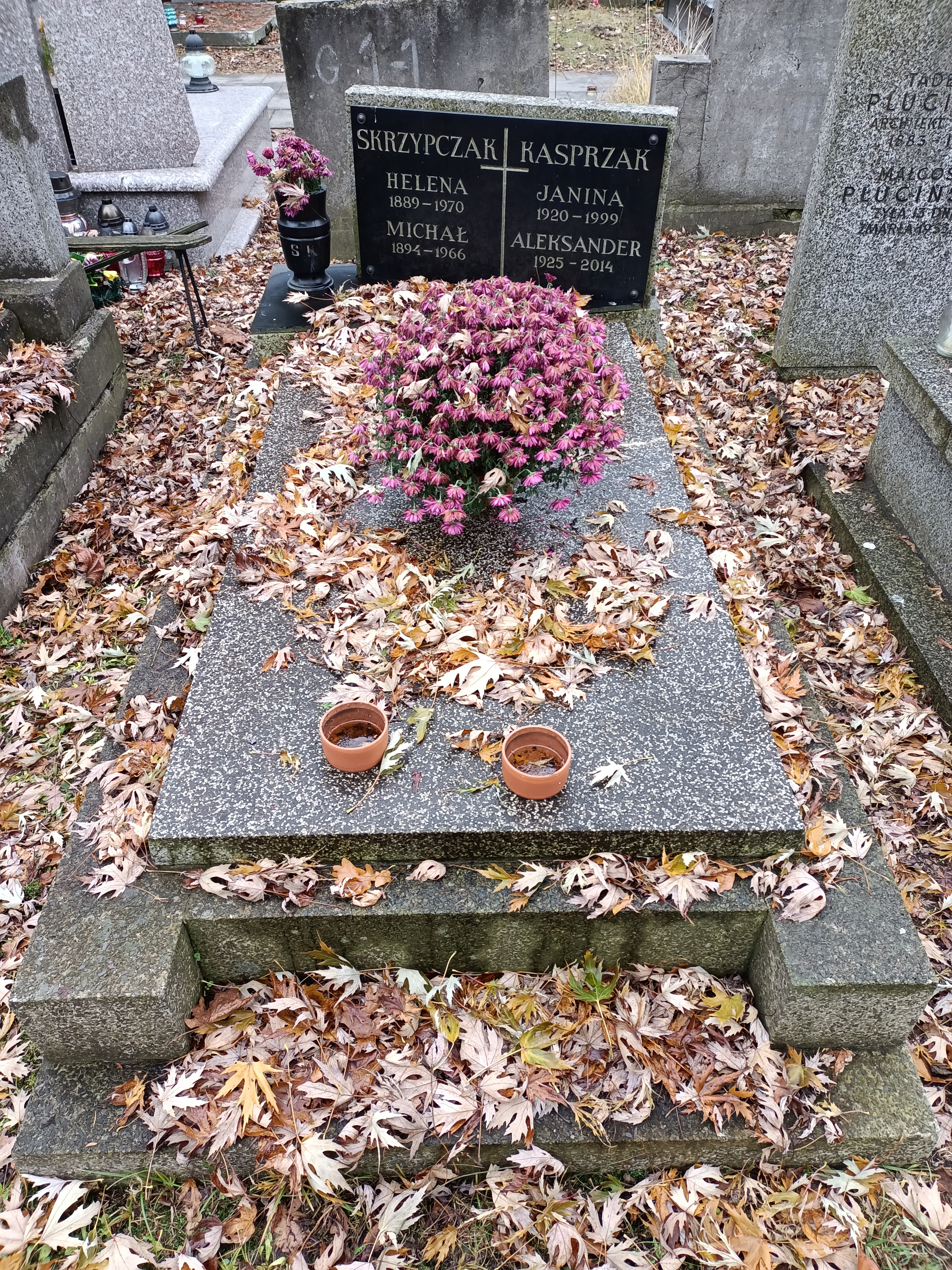
Grób Janiny Kasprzakowej na cmentarzu Wojskowym na Powązkach

Urodziła się w rodzinie Michała Skrzypczaka (1894–1966) i Heleny (1889–1970) z Napiórkowskich. Ojciec był ślusarzem. Działała w Związku Walki Młodych. Od 1952 była aspirantką w Instytucie Kształcenia Kadr Naukowych, od 1954 w Instytucie Nauk Społecznych przy KC PZPR. W 1956 przyjęta na IV rok studiów historycznych na Uniwersytecie Warszawskim, studia ukończyła w 1956. W latach 1955–1971 pracowała w Wydziale Historii Partii i Zakładzie Historii Partii. Doktorat obroniła 2 lutego 1964 na podstawie rozprawy PPS-Lewica w latach 1906–1914 (promotor: Feliks Tych). Pracowała w w Zakładzie Historii Polskiego Ruchu Robotniczego w Wyższej Szkole Nauk Społecznych.
Autorka haseł w Polskim Słowniku Biograficznym i Słowniku biograficznym działaczy polskiego ruchu robotniczego.
Była żoną Aleksandra Kasprzaka (1925–2014), członka AK (1941–1944, ps. Marek), po wojnie pracownika UBP dla m.st. Warszawy.
Została pochowana w grobie rodzinnym na cmentarzu Wojskowym na Powązkach (kwatera G-0-16).

## Wybrane publikacje
- PPS-Lewica: 1906–1918. Materiały i dokumenty, t. 2: 1911–1914, oprac. Janina Kasprzakowa al., red. i wstęp Feliks Tych, Warszawa: „Książka i Wiedza”, 1962.
- Ideologia i polityka PPS-Lewicy w latach 1907–1914, Warszawa: „Książka i Wiedza” 1965.
- Henryk Walecki (Maksymilian Horwitz), Wybór pism, t. 1: 1905–1918, oprac. Jan Kancewicz, Janina Kasprzakowa, Warszawa: „Książka i Wiedza” 1967.
- Polski ruch robotniczy: zarys historii, t. 1–2, red. Antoni Czubiński, oprac. Janina Kasprzakowa et al., wyd. 2 popr. i rozsz., Warszawa: „Książka i Wiedza”, 1972–1974.
- Dějiny polského dělnického hnutí, zprac. Janina Kasprzaková, přel. Vlasta Boudyšová, Jan Jersák, Praha: Svoboda 1975.
- Cezaryna Wojnarowska, Warszawa: „Iskry”, 1978.
- Maria Koszutska, Warszawa: „Książka i Wiedza”, 1988.

## Odznaczenia
- Medal 10-lecia Polski Ludowej (24 stycznia 1955)[10]
- Srebrna Odznaka honorowa „Za Zasługi dla Warszawy” (1966)[11]
- Nagroda im. Ludwika Waryńskiego (1989) za biografię Maria Koszutska ("Książka i Wiedza", 1988)[12]